# Rhodostrophia khasiana
Rhodostrophia khasiana är en fjärilsart som beskrevs av Moore 1888. Rhodostrophia khasiana ingår i släktet Rhodostrophia och familjen mätare. Inga underarter finns listade.